# Coptotriche berberella
Coptotriche berberella is een vlinder uit de familie vlekmineermotten (Tischeriidae). De wetenschappelijke naam is voor het eerst geldig gepubliceerd in 1984 door De Prins.
De soort komt voor in Europa.